# Natriumhypoklorit
Natriumhypoklorit, NaClO, är hypokloritsyrans natriumsalt. Det är starkt oxiderande och används vanligen som blekmedel eller desinfektionsmedel.
Natriumhypoklorit kan framställas genom att absorbera klorgas i en varm lösning av natriumhydroxid i vatten enligt formeln:
{\displaystyle {\rm {Cl_{2}+2\ NaOH\rightarrow NaCl+NaClO+H_{2}O}}}
Natriumhypoklorit som används för tekniska ändamål innehåller vanligen en del av den natriumklorid som bildas i tillverkningen.
Ett exempel på en produkt som innehåller natriumhypoklorit är Klorin.